# بولشایا سینیا
بولشایا سینیا (انگلیسی: Bolshaya Synya) یک رودخانه در جمهوری کومی کشور روسیه است.